# Гойко Митич
Гойко Митич (на сръбски: Гојко Митић) е популярен германски актьор от сръбски произход, прославил се с участието си в уестърни, където играе ролята на индианци.
Роден е в селско семейство в село Стройковци (на сръбски: Стројковце, край град Лесковац), Сърбия, Югославия на 13 юни 1940 г. Има щастливо и безгрижно детство. Заедно с брат си Драган е отгледан от баба си на село.
Завършва Белградския институт за физкултура. През 1960 г. дебютира в киното като каскадьор във филма „Ланселот и кралицата“.
През 1966 г. заминава за Източен Берлин и започва да се снима в киностудия „ДЕФА“ в уестърни, играейки роли на индианци. Участва в 15 филма, където играе ролите на Чингачгук, Оцеола, Текумзе и др. Често е наричан „Източният Винету“, макар и да не е играл ролята му чак до 2002 г.
Продължава да живее в Германия. Играе в телевизионни сериали. Участвал е също и в театрални постановки, където играе ролите на Труфалдиньо, Робин Худ и Спартак.
На него е посветена песента „Бате Гойко“ на известната българска пънк група „Хиподил“.

## Избрана филмография
- 1964: Олд Шетърхенд
- 1964: Винету. Втора част
- 1965: Винету. Трета част
- 1966: Синовете на Великата мечка
- 1967: Чингачгук, Голямата змия
- 1968: Следата на сокола
- 1969: Белите вълци
- 1970: Смъртоносна грешка
- 1970: Сигнали – Приключение в космоса
- 1971: Оцеола
- 1972: Текумзе
- 1972: Тайната на Андите (ТВ филм)
- 1973: Апачи
- 1974: Улзана
- 1975: Кръвни братя
- 1978: Северино
- 1980: Архив на смъртта (13-сериен ТВ филм)